# 竜嵜喜助
竜嵜 喜助（りゅうざき きすけ、1926年12月1日 - ）は、日本の法学者。弁護士、司法書士。「竜崎喜助」とも表記される。新潟大学法学部教授、白鷗大学法学部教授を歴任。神奈川県横須賀市出身。

## 略歴
1952年東京大学文学部言語学科卒業。1957年司法書士登録。1969年司法試験合格。1972年司法修習修了。1974年東京大学大学院法学政治学研究科修士課程修了（指導教授:三ヶ月章）。1974年弁護士登録。1975年神奈川大学法学部非常勤講師（~1978年）。1981年横浜国立大学経済学部非常勤講師（~1982年）。1987年新潟大学法学部教授に就任。1992年新潟大学退官。白鷗大学法学部教授。1997年白鷗大学定年退職。関東学院大学法学部非常勤講師（~1999年）。2004年関東学院大学法科大学院非常勤講師（~2006年）。

## 研究領域
専門は民事手続法。特に、民事訴訟法・民事執行法・民事保全法・民事調停法。この他、司法書士の立場から、判決による登記や処分禁止の仮処分の登記なども研究。

## 著書
- 竹下守夫, 石川明編『証拠（講座民事訴訟第5巻）』（分担執筆、弘文堂、1983年）
- 丹野達, 青山善充編『保全訴訟法（裁判実務大系第4巻）』（分担執筆、青林書院新社、1984年）
- 石川明, 梶村太市編『民事調停法（現代実務法律講座）』（分担執筆、青林書院新社、1985年）
- 『証明責任論 : 訴訟理論と市民』（有斐閣出版サービス、1987年）
- 『裁判と義理人情』（筑摩書房、1988年）
- ロバート・バートレット著, 竜嵜訳『中世の神判 : 火審・水審・決闘』（尚学社、1993年）
- 『生の法律学』（尚学社、1995年初版・2002年改訂版）
- 『真偽と証明 : 正義は一つか』（尚学社、2004年）
- 『法学断想』（尚学社、2005年）